# Ысты
Ысты (каз. Ысты / Ysty, также устаревшие усут, исут) — одно из племён Старшего жуза, части современного казахского народа.

## История
Первое упоминание о нём дается в «Истории» Фахр-и Мудаббира (XIII век). Следующее сообщение о племени ысты относится к 1748 г. (в списке родов Старшего жуза), где оно отмечается в числе 10 родов как «сты оуйсун». Племя ысты фигурирует также в первом списке султанов, биев и почетных казахов Старшего жуза 1845 г., где впервые указывается и два основных его подразделения: ойык и тлик. О древности племени убедительно свидетельствуют устные народные генеалогические предания, согласно которым родоначальник племени по имени Ысты являлся внуком Байдибека, который сам был правнуком легендарного Уйсуна — прародителя всего Старшего жуза. Здесь содержится ясное указание, что предки ысты входили в конфедерацию древних усуней, известной по китайским источникам III в до н. э. Представители:

### Уйсуны и ушины
Ысты представляют собой один из родов в составе крупного племенного объединения уйсун. Б. Б. Ирмуханов в уйсунах видел потомков дарлекин-монгольского племени ушин. Монгольскую версию происхождения уйсунов также поддерживает Ж. М. Сабитов. Согласно одной из версий шежире, предком уйсунов является Майкы-бий из монгольского племени ушин (хушин).

## Шежире
Согласно шежире Г. Н. Потанина, у Уйсуна было два сына — Абак и Тарак. От Тарака происходили жалаиры, от Абака — Дулат, Албан, Суан (по другим сведениям добавляли Сары Уйсуна), от Токал (второй жены) — Шапырашты, Ошакты, Ысты, Сыргелы, а Канлы и Шанышкылы являются пришельцами (кирме).
Согласно шежире З. Садибекова: у Майкы был сын Бахтияр, у него было два сына — Ойсыл и Уйсил. У Ойсыла было три сына: Жалмамбет (отец Ошакты), Жарымбет (отец Шапырашты), Жарас (отец Ысты). У Уйсила сын Абак (Аксакал), у которого сын Караш-би. У него сыновья Байдибек и Байдуыл. У Байдуыла — сын Шакшам, у Байдибека — сын Сары Уйсун (от Байбише — старшей жены) и рппДулат.

## Гаплогруппа
Ысты на две трети или даже три четверти принадлежат к Y-хромосомной гаплогруппе J1-M267.
Для уйсунов характерной является Y-хромосомная гаплогруппа С2-M217. Причем для кланов суан, албан, сарыуйсун, шапырашты характерно накопление только варианта С2*-М217(хМ48,xM407). Тогда как для кланов ошакты, сиргели, ысты встречен и маркер C2b1a2-М48.
Генетически уйсунам из народов Центральной Азии наиболее близки баяты, проживающие в аймаке Увс на северо-западе Монголии.

## Описание
Племя ысты делится на 2 основных рода: ойык и тілiк. Названия этих родов по мнению исследователей происходит от меток (ен), которые ставились на ушах лошадей.
В свою очередь, эти основные рода делятся на подрода:
1. Ойық: — Қызылқұрт, Көкшекөз, Сәтек, Аузыүсіген.
2. Тілiк: Тазша, Таздар, Асанқараған, Сексен, Байқараған, Қоңыр, Жырымсыз, Сулгетай и Ақмолда.

Традиционные кочевки племени ысты в дореволюционный период находились в долинах рек Или, Чу, Талас и Арысь. По данным всероссийской сельскохозяйственной переписи 1895 года, в Верненском и Аулиеатинском уездах начитывалось 1500 семейств племени ысты, в Чимкентском — 3500. По подсчету М. Тынышпаева, ысты было в Верненском уезде — 10 тыс. чел., в Аулиеатинском — 20 тыс. чел., в Чимкентском — 20 тыс. чел., а всего 50 тыс. чел.
Известно что ысты наиболее близки родственными узами к родам шапырашты и ошакты. Род ысты наряду с другими десятью основными родами Старшего жуза входили в конфедерацию родов, возглавляемую древними уйсунями (III в. до н. э.).
Клич (девиз) рода: «Жауатар!». Герб рода: гром (молния).

### География кочевий
Уйсуни в III в до н. э. обитали на землях западнее Ордоса, где были разгромлены народом Юэчжи. После этого они перекочевывают в Семиречье и смешиваются с местными сакскими племенами.
В I в. до н. э. племена Хунну(Гунны) перекочевывают на территорию нынешнего Южного Казахстана к союзному государству Канлы(Кангюй) и они вместе начинают воевать с Уйсунями. Уйсуни в ответ на это заключают союз с Китаем. Вскоре Уйсуни и китайцы побеждают Хуннов и Канлы. Китайцы все больше влияют во внутренние дела Уйсуней и союз Уйсуньских родов разделяется на два политических лагеря — сторонников Хунну и сторонников Китая. Старший куньби — вождь Уйсуней ставился китайцами, младший избирался народом.
Дальнейшая история Уйсуней представляет междоусобную борьбу между старшими и младшими куньбиями, пока в 17 году до н. э. брат младшего куньбия — Уйшинжан — не собирает 80 тыс. человек и не откочевывает к Канлам. Позже Уйсуни окончателно обособляются от китайцев.
В V веке н. э. встречаем последнее упоминание об Уйсунях. Позже вся Великая степь подчиняется Тюркам, в том числе и Уйсуни. Уйсуни сейчас — собирательное название всех родов Старшего жуза — проживают до сих пор в Семиречье. В XIII веке Уйсуни входят в состав империи Чингизхана. По казахским преданиям одним из тех кто поднял Чингиса ханом на белой кошме являлся Майкы би из рода Уйсун, считающийся покровителем мудрости и справедливости у казахов.
Во время развала Золотой Орды и обособления тюркских народов друг от друга разваливается и род Уйсун. От него отделяются все нынешние роды Старшего жуза, в том числе и Ысты. Они все входят в состав государства Могулистан, где главную роль играет уйсунский род Дулат. Позже Ысты входят в состав Казахского ханства. Они участвуют в казахско-джунгарской войне, где их возглавляет Есей би, батыр. Был близким другом Толе би, вместе с Канжыгалы Богенбай батыром освобождал Семиречье от захватчиков.
В конце XVII — середине XVIII века жил знаменитый оратор и би Болтирик Альмен улы, в своей общественной деятельности защищавший интересы представителей простого народа.